# Transformisme
|  | No s'ha de confondre amb Transvestisme, Transgènere, o Transsexualitat. |

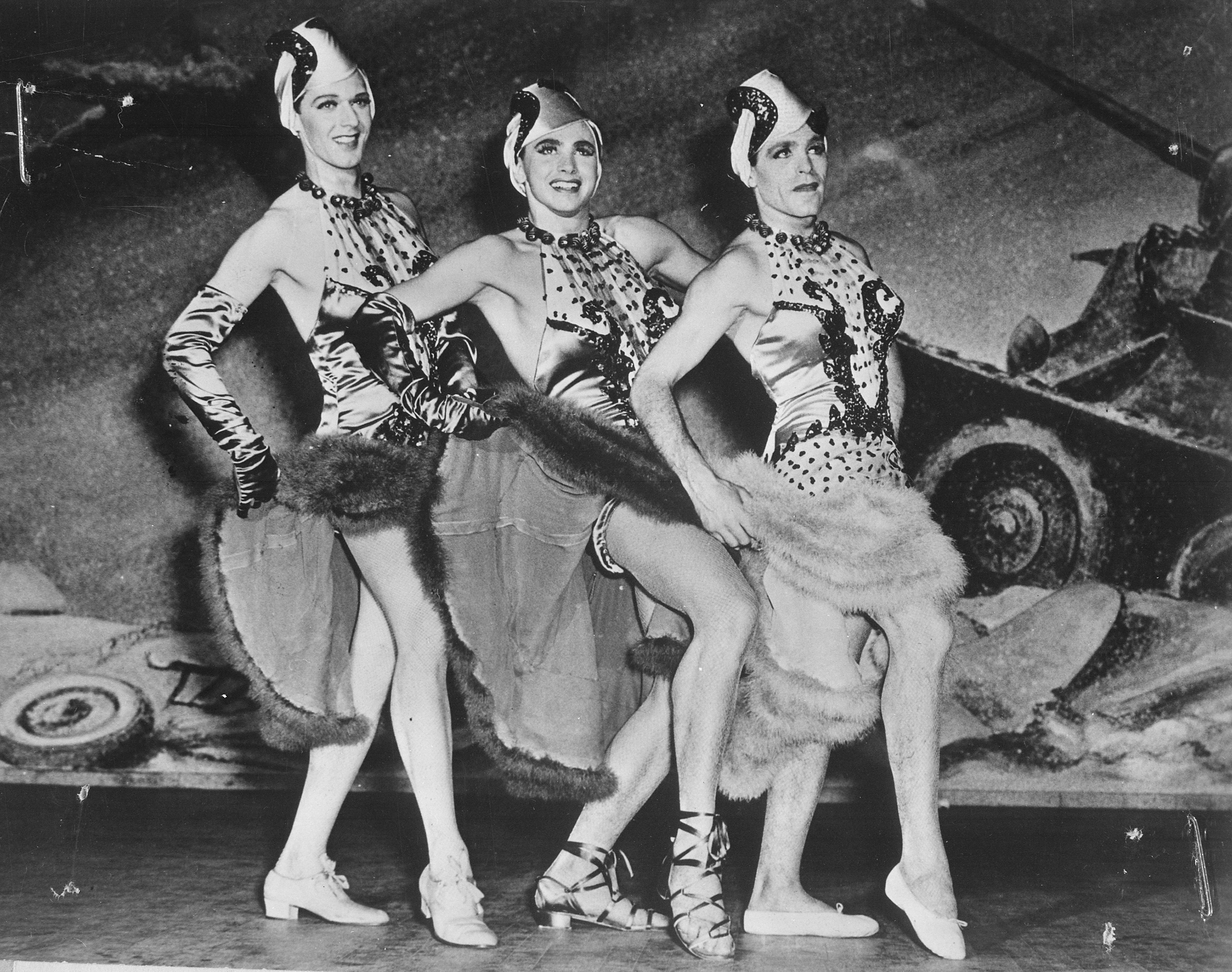
"This Is the Army, Mr. Jones", d'Irving Berlin, interpretat per transformistes. (1942)

El transformisme o cross-dressing és l'acte de portar peces de roba que no s'associen habitualment amb el propi sexe. El transformisme s'ha utilitzat amb finalitats de disfressa, comoditat, comèdia i autoexpressió en els temps moderns i al llarg de la història. Les persones que el practiquen com a part d'un espectacle són transformistes, com ho van ser per exemple Joan Brossa i Leopoldo Fregoli.
Gairebé totes les societats humanes al llarg de la història han esperat normes per a cada gènere relacionades amb l'estil, el color o el tipus de roba que s'espera que portin, de la mateixa manera la majoria de societats han tingut un conjunt de directrius, opinions o fins i tot lleis que defineixen quin tipus de roba és adequat per a cada gènere.
El terme transformisme es refereix a una acció o comportament, sense atribuir ni implicar cap causa o motiu específic per a aquest comportament. Transformista o cross-dresser no és sinònim de ser transgènere.

## Terminologia
El fenomen del transformisme es veu al llarg de la història registrada, ja que se'n fa referència a la Bíblia hebrea. Els termes per descriure-la han canviat al llarg de la història; el terme d'arrel anglosaxona cross-dresser ha substituït en gran manera el terme d'origen llatí "transvestit", que s'ha arribat a considerar obsolet i despectiu. Això es deu al fet que el segon s'ha utilitzat històricament per diagnosticar trastorns psiquiàtrics (per exemple, el fetitxisme travestista), però el primer va ser encunyat per la comunitat transgènere. L'Oxford English Dictionary dona 1911 com la cita més antiga del terme cross-dressing, d'Edward Carpenter: "El cross-dressing s'ha de prendre com una indicació general i un fenomen afins a l'homosexualitat". El 1928, Havelock Ellis va utilitzar els dos termes cross-dressing i transvestisme de manera intercanviable. Les primeres citacions de cross-dressing i cross-dresser són 1966 i 1976, respectivament.

## Història

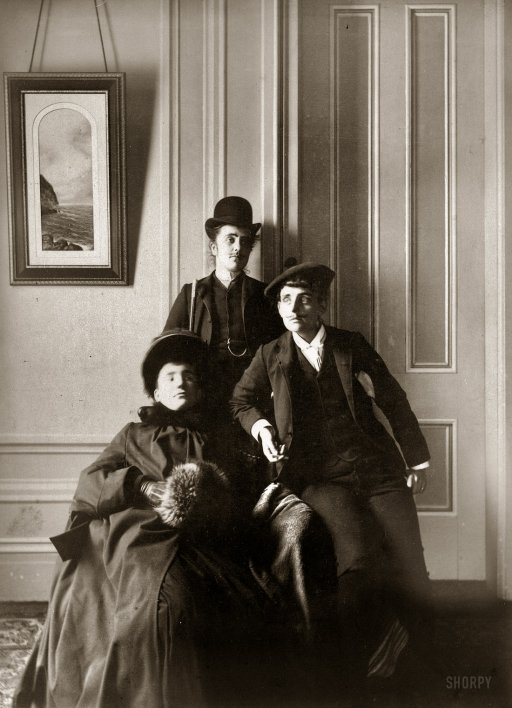
Frances Benjamin Johnston (dreta) posa amb una amiga i un amic transformistes; la "dona" és l'il·lustrador Mills Thompson.

El transformisme s'ha practicat al llarg de bona part de la història registrada, en moltes societats i per moltes raons. N'hi ha exemples en la mitologia grega, nòrdica i hindú. El transformisme es pot trobar en el folklore, la literatura, el teatre i la música, com ara el kabuki i el xamanisme coreà. En el context britànic i europeu, les comparses teatrals eren totalment masculines, amb les parts femenines realitzades per nois actors.

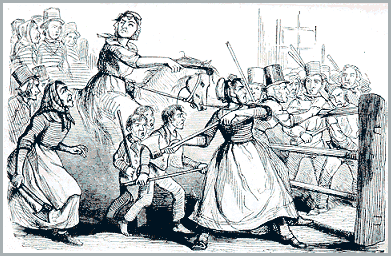
Representació de treballadors gal·lesos vestits amb roba de dona durant els disturbis de Rebecca, Illustrated London News 1843

Els disturbis de Rebecca van tenir lloc entre 1839 i 1843 a Gal·les occidental i central. Van ser una sèrie de protestes realitzades per agricultors i treballadors agrícoles locals en resposta a una fiscalitat injusta. Els amotinats, sovint homes vestits de dones, van prendre les seves accions contra els peatges, ja que eren representacions tangibles d'alts impostos i peatges. Els disturbis van cessar abans de 1844 a causa de diversos factors, inclòs l'augment dels nivells de tropes, el desig dels manifestants d'evitar la violència i l'aparició de grups criminals que utilitzaven la disfressa del personatge bíblic Rebeca per als seus propis propòsits. El 1844 es va aprovar una Llei del Parlament per consolidar i modificar les lleis relatives als turnpike trusts a Gal·les.
Se sap que una varietat de personatges històrics s'han travestit en diferents graus. Moltes dones es van trobar que havien de disfressar-se d'homes per poder participar en el món en general. Per exemple, Margaret King es va transvestir a principis del segle xix per assistir a l'escola de medicina, ja que cap acceptaria estudiants femenines. Un segle més tard, Vita Sackville-West es va vestir de jove soldat per "sortir" amb la seva xicota, Violet Keppel, per evitar l'assetjament al carrer que s'haurien enfrontat dues dones. La prohibició de les dones de vestir de forma masculina, una vegada aplicada de manera estricta, encara té ressò avui dia en algunes societats occidentals que exigeixen que les nenes i les dones portin faldilles, per exemple com a part de l'uniforme escolar o dels codis de vestimenta d'oficina. En alguns països, fins i tot en entorns informals, les dones encara tenen prohibit portar roba tradicional masculina. De vegades, tots els pantalons, per molt amples i llargs que siguin, es consideren automàticament "indecents", cosa que pot fer que el seu portador estigui subjecte a càstigs greus, com en el cas de Lubna al-Hussein al Sudan el 2009.

## Varietats

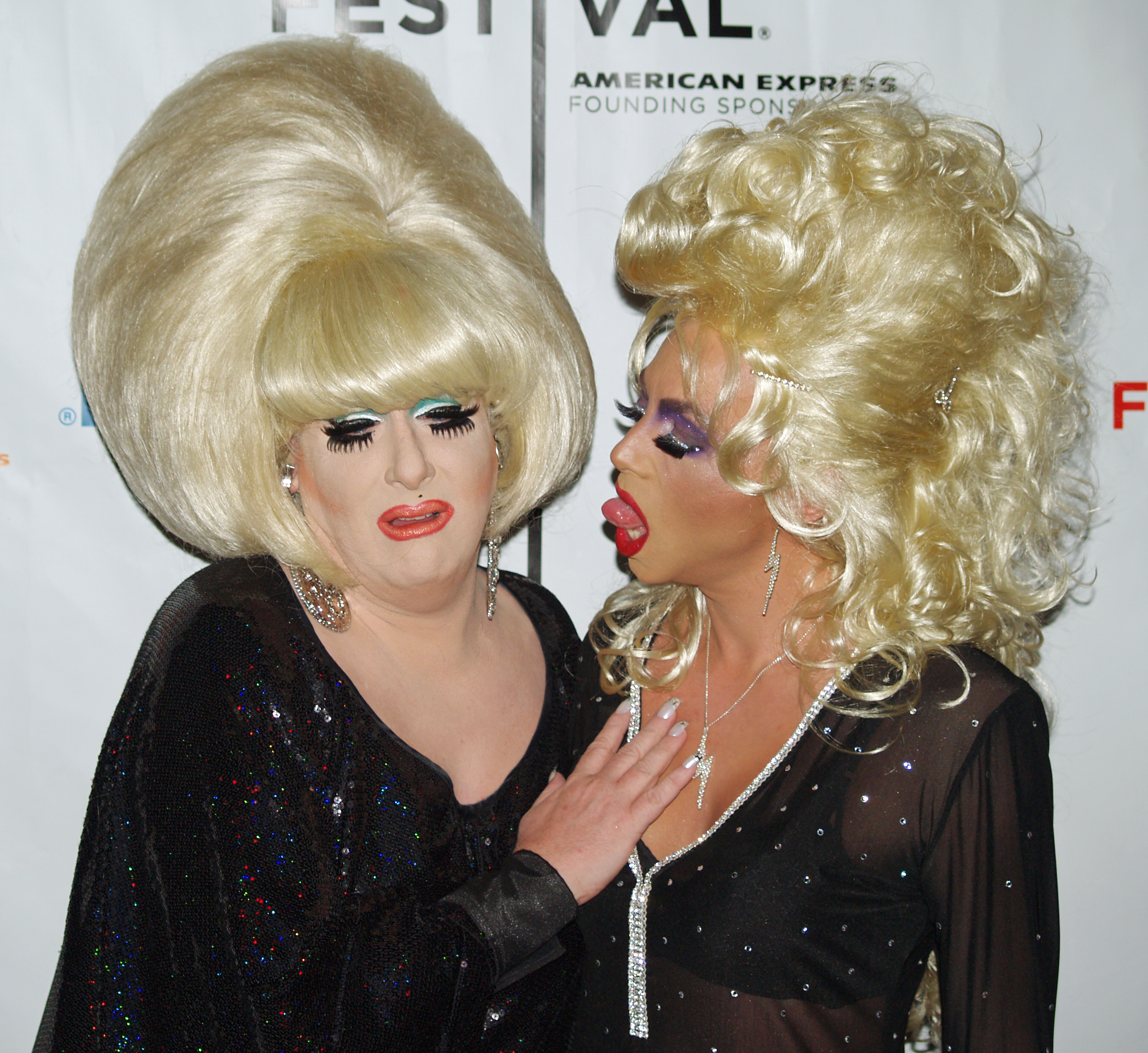
Les drag-queens són una forma de transformisme com actuació artística.

Hi ha molts tipus diferents de transformisme i moltes raons diferents per les quals un individu pot participar en un comportament de transformisme. Algunes persones ho fan per qüestió de comoditat o estil, una preferència personal per la roba associada al sexe oposat. Algunes persones ho fan per escandalitzar els altres o desafiar les normes socials; d'altres limiten el seu transformisme a la roba interior, perquè no sigui evident. Algunes persones intenten passar per membre del sexe oposat per accedir a llocs o recursos als quals d'altra manera no podrien arribar.

### Disfressa de gènere
La disfressa de gènere ha estat utilitzada per dones i nenes per passar per homes, i per homes i nens per passar per dones. La disfressa de gènere també s'ha utilitzat com a dispositiu argumental en la narració, especialment en les balades narratives, i és un motiu recurrent a la literatura, el teatre i el cinema. Històricament, algunes dones s'han travestit per ocupar professions dominades pels homes o exclusivament masculins, com ara el servei militar. Per contra, alguns homes s'han travestit per escapar del servei militar obligatori o com a disfressa per ajudar en la protesta política o social, com ho van fer els homes de Gal·les als disturbis de Rebecca i quan feien Ceffyl Pren com una forma de justícia popular.
El periodisme encobert pot requerir transformisme, com passa amb el projecte Self-Made Man de Norah Vincent.
Algunes noies a l'Afganistan, molt després de la caiguda dels talibans, encara van disfressades de nois per les seves famílies. Es coneixen com bacha posh. Nadia Ghulam, escriptora afganesa resident a Badalona, a l'edat d'onze anys es va fer passar durant deu anys pel seu difunt germà per poder treballar i alimentar la seva família, i anys més tard, narrà aquesta experiència per mitjà de la novel·la El secret del meu turbant. També tracta aquest tema la pel·lícula Osama, basada en diverses històries reals.

### Teatre i actuació

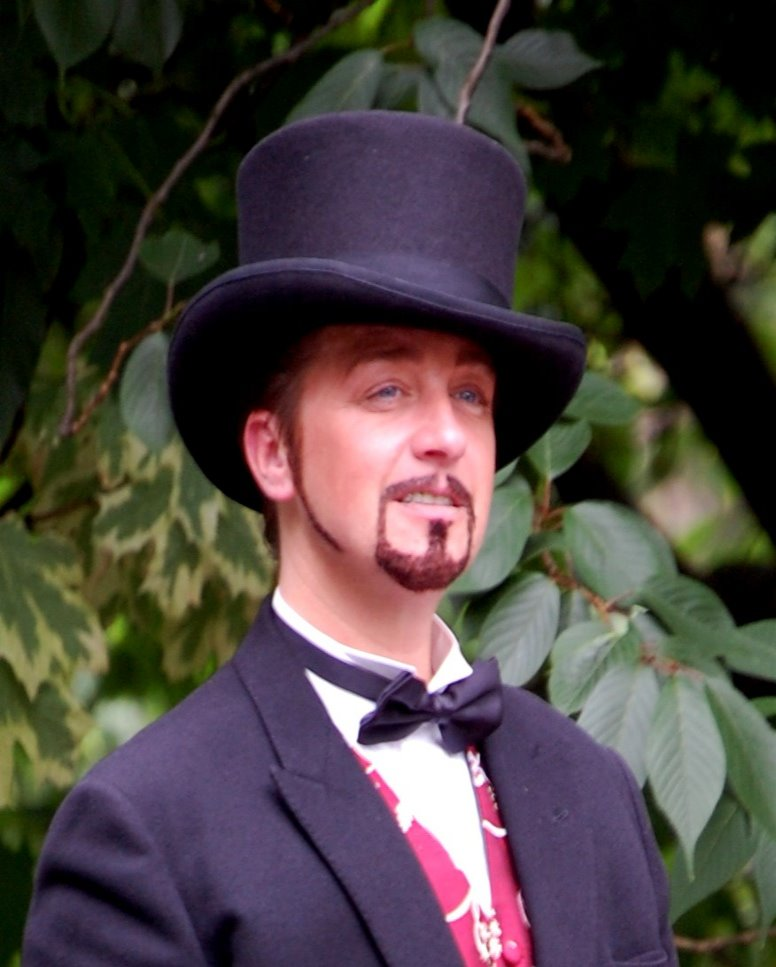
Un drag-king als Sackville Gardens de Manchester.

Les companyies teatrals d'un sol sexe sovint tenen alguns intèrprets que es disfressen per interpretar papers escrits per a membres del sexe oposat (rols de travesti i de pantalons). El transformisme, especialment la representació d'homes amb vestits, s'utilitza sovint per a efectes còmics a l'escenari i a la pantalla.
El drag és una forma especial d'art escènica basada en l'acte del transformisme. El terme drag ("arrossegar" en anglès) existeix des de l'any 1388, però no va ser fins al segle xix que es va començar a utilitzar al teatre britànic en relació amb una representació en què el vestit era diferent del gènere amb el qual s'identificava l'intèrpret; com que les dones no podien pujar a l'escenari, els homes feien el paper de les dones, amb faldilles que arrossegaven per terra. Una drag-queen sol ser una persona assignada com masculina que actua com un personatge exageradament femení, amb un vestuari augmentat que de vegades consisteix en un vestit vistós, sabates de taló alt, maquillatge evident i perruca. Una drag-queen pot imitar estrelles femenines famoses del cinema o de la música pop. Una falsa reina és una persona assignada dona que utilitza les mateixes tècniques. Un drag-king és la contrapartida de la drag-queen: una persona assignada dona que adopta un personatge masculí en l'actuació o imita una estrella masculina de cinema o música pop. Algunes persones assignades dona que se sotmeten a teràpia de reassignació de gènere també s'identifiquen com a drag-kings.
L'activitat moderna de les representacions de batalla ha plantejat la qüestió de que les dones passin per soldats masculins. El 1989, Lauren Burgess es va vestir de soldat masculí en una recreació del Servei de Parcs Nacionals dels Estats Units de la batalla d'Antietam, i va ser expulsada després que es descobrís que era una dona. Burgess va demandar al Servei de Parcs per discriminació sexual. El cas va provocar un debat animat entre els aficionats a la Guerra Civil dels Estats Units. El 1993, un jutge federal va fallar a favor de Burgess.
Wigging es refereix a la pràctica dels dobles d'escenes d'acció masculins que prenen el lloc d'una actriu, paral·lelament als paint downs, on els dobles d'acció blancs són maquillats per semblar-se als actors negres. Les dobles d'acció femenines han començat a protestar contra aquesta norma de "sexisme històric", dient que restringeix les seves ja limitades possibilitats laborals.

### Fetitxisme sexuals

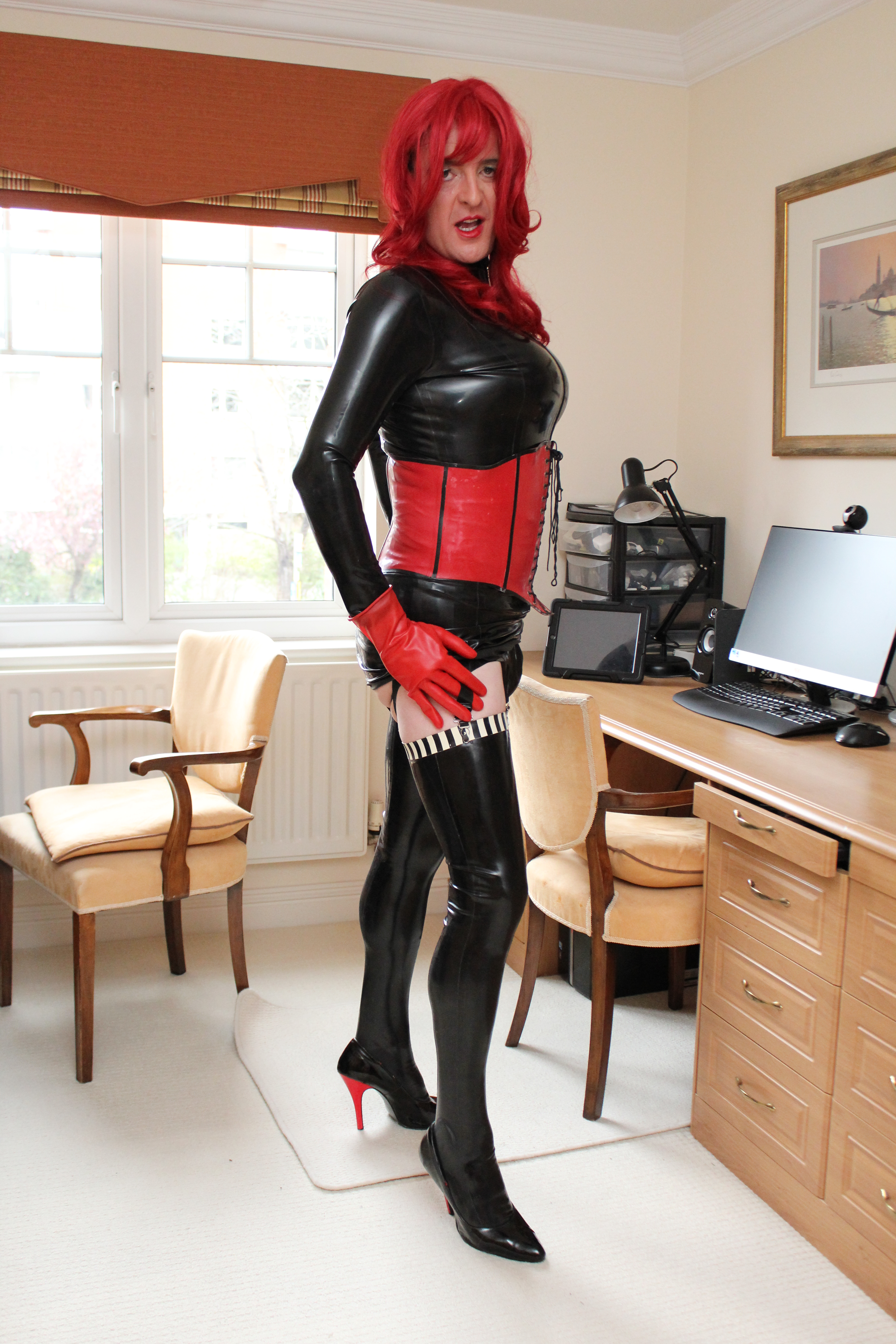
Un fetitxista travestista amb roba de làtex.

Un fetitxista travestista és una persona que es travesteix com a part d'un fetitxisme sexual. Segons la quarta edició del Diagnostic and Statistical Manual of Mental Disorders (Manual Diagnòstic i Estadístic dels Trastorns Mentals), aquest fetitxisme es limitava als homes heterosexuals; tanmateix, el DSM-5 no té aquesta restricció i l'obre a dones i homes, independentment de la seva orientació sexual.
De vegades, qualsevol dels membres d'una parella heterosexual es travesteix per excitar l'altre. Per exemple, l'home podria portar faldilles o roba interior i/o la dona portar calçotets o una altra peça de roba masculina.

### Passing
Algunes persones que es travesteixen poden intentar projectar una impressió completa de pertinença a un altre gènere, incloent-hi manierismes, patrons de parla i emulació de característiques sexuals. Això s'anomena passing ("passar") o "intentar passar", depenent de l'èxit de la persona. Un observador que veu a través de l'intent de "passar" del cross-dresser es diu que els ha "llegit". Hi ha vídeos, llibres i revistes sobre com un home pot semblar més a una dona.
Altres poden optar per adoptar un enfocament mixt, adoptant alguns trets femenins i alguns trets masculins en la seva aparença. Per exemple, un home pot portar tant un vestit com una barba. Això de vegades es coneix com genderfuck. En un context més ampli, el transformisme també pot referir-se a altres accions realitzades per passar per un sexe determinat, com ara el packing (accentuant la protuberància de l'entrecuix masculí) o, al contrari, el tucking (amagar la protuberància de l'entrecuix masculí).

## Roba

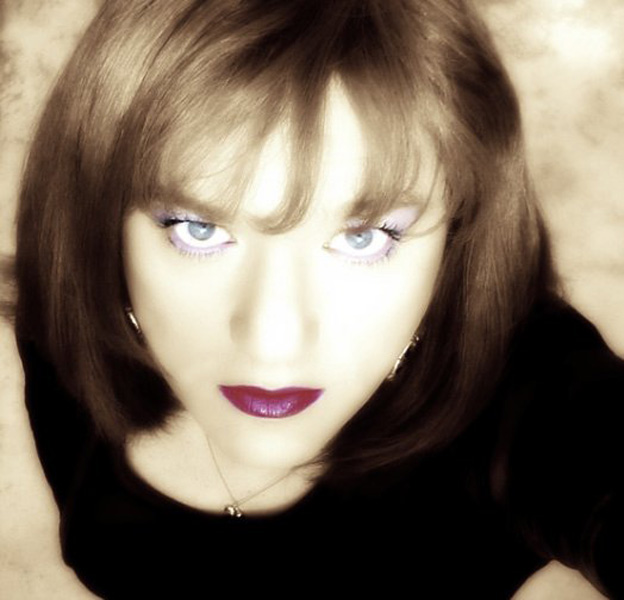
Alguns cross-dressers masculins busquen una imatge femenina més subtil.

La determinació real del transformisme està en gran part construïda socialment. Per exemple, a la societat occidental, els pantalons s'han adoptat durant molt de temps per a l'ús de les dones i ja no es consideren transvestisme. A les cultures on els homes han fet servir tradicionalment peces semblants a faldilles com el kilt o el sarong, aquestes no es veuen com a roba de dona, i portar-les no es veu com un transvestisme per als homes. A la majoria de parts del món segueix sent desaprovat socialment que els homes portin roba associada tradicionalment a les dones. De tant en tant es fan intents, com per exemple els dissenyadors de moda, per promoure l'acceptació de les faldilles com a roba diària dels homes. A mesura que les societats esdevenen de naturalesa més global, tant la roba d'home com de dona estan adoptant estils de vestir associats a altres cultures.
Amb la intenció de crear una figura més femenina, els transformistes masculins sovint utilitzen diferents tipus i estils de formes de mama externs, que són pròtesis de silicona utilitzades tradicionalment per dones que s'han sotmès a mastectomies per recrear l'aspecte visual d'un pit. Tot i que la majoria dels transformistes masculins utilitzen roba associada a les dones modernes, alguns estan involucrats en subcultures que impliquen vestir-se de nenes o amb roba vintage. Alguns d'aquests homes han escrit que els agrada vestir-se de la manera més femenina possible, de manera que porten vestits amb volants amb puntes i cintes, vestits de núvia complets amb vels, així com múltiples enagos, cotilles, faixes i/o portalligacames amb mitges de niló.
Els transformistes masculins utilitzen el terme underdressing per descriure que porten roba interior femenina, com ara calces, sota la roba masculina. El famós cineasta Ed Wood va dir que sovint portava roba interior femenina sota el seu uniforme militar com a mariner durant la Segona Guerra Mundial. El female masking és una forma de transformisme en què els homes porten màscares que els presenten com a dones.
El cosplay també pot implicar travestiment, perquè algunes dones poden voler vestir-se com a home, i viceversa (vegeu crossplay). La fixació del pit (per a les dones) no és inusual i és una de les coses que probablement es necessiten per fer cosplay d'un personatge masculí.

## Temes socials

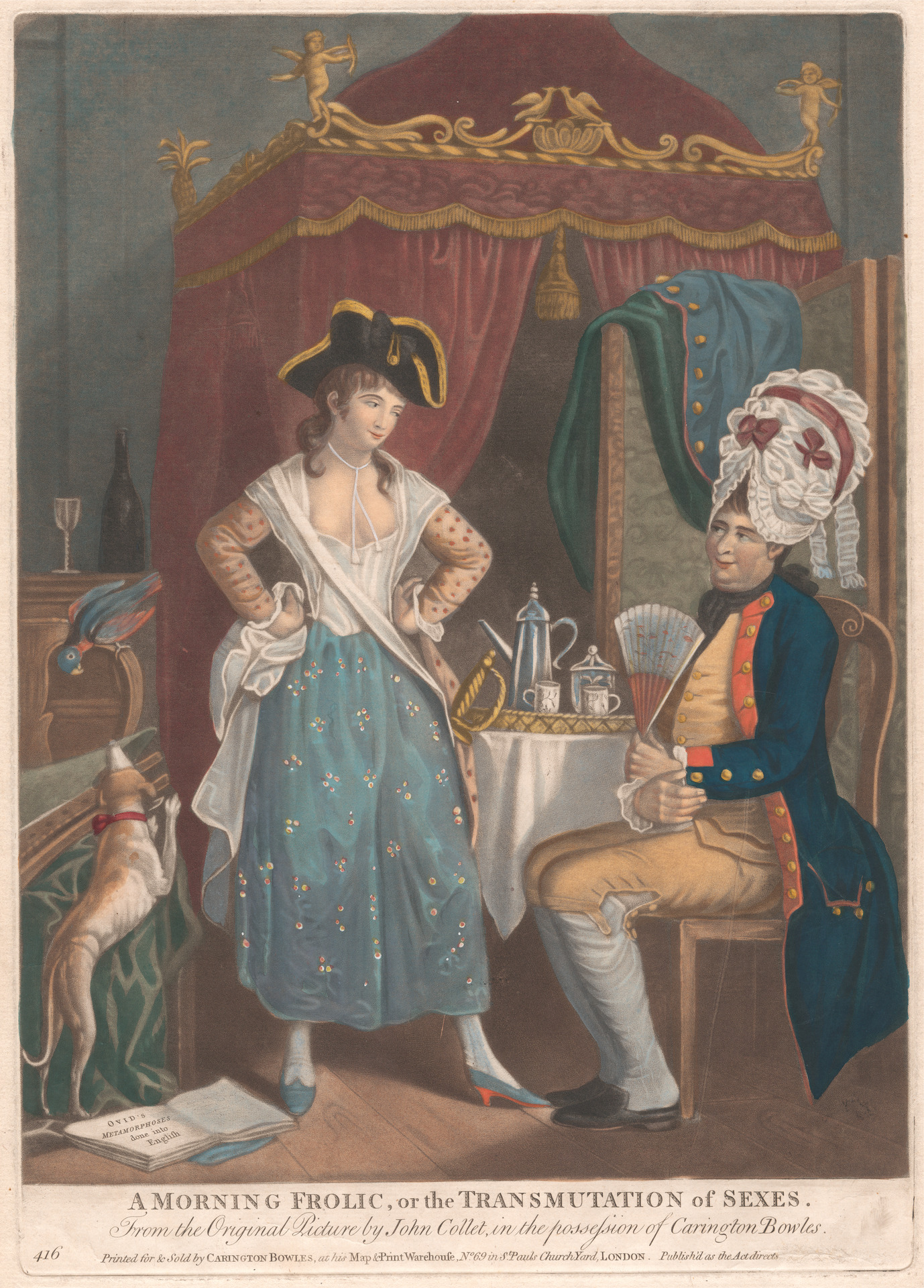
Sàtira sobre el transformisme, cap al 1780, Gran Bretanya.

Els transformistes poden començar a portar roba associada al sexe oposat durant la infància, fent servir la roba d'un germà/germana, pare/mare o amic/amiga. Alguns pares han dit que permetien que les seves criatures es travessessin i, en molts casos, la criatura deixava de fer-ho quan es feia gran. El mateix patró sovint continua a l'edat adulta, on hi pot haver enfrontaments amb un cònjuge, parella, familiar o amic. Els transformistes casats poden experimentar una ansietat i culpabilitat considerables si el seu cònjuge s'oposa al seu comportament.
De vegades, per culpa o altres motius, els transformistes es desfan de tota la seva roba, una pràctica anomenada "purga", per començar a acumular roba d'un altre gènere.

## Festivals
Les celebracions del transformisme es produeixen en cultures molt esteses. El festival Abissa a Costa d'Ivori, Ofudamaki al Japó, i el Festival de Kottankulangara a l'Índia són tots exemples d'això.

## Anàlisi
La defensa del canvi social ha fet molt per relaxar les restriccions dels rols de gènere en homes i dones, però encara estan subjectes als prejudicis d'algunes persones. És notable que a mesura que el fet de ser transgènere es fa més acceptat socialment com una condició humana normal, els prejudicis contra el transformisme estan canviant força ràpidament, de la mateixa manera que els prejudicis similars contra els homosexuals han canviat ràpidament en les últimes dècades.
La raó per la qual és tan difícil disposar d'estadístiques per a les persones cross-dresser assignats dona és que la línia on s'atura el transformisme i comença el transformisme s'ha desdibuixat, mentre que la mateixa línia per als homes està tan ben definida com mai. Aquest és un dels molts problemes que tracten el feminisme de la tercera onada, així com el moviment masculinista actual.
La cultura general té opinions molt diverses sobre el transformisme. Una dona que porta la camisa del seu marit al llit es considera atractiva, mentre que un home que porta la camisa de dormir de la seva dona al llit es pot considerar transgressor. Marlene Dietrich amb esmòquing es considerava molt eròtica; Jack Lemmon amb un vestit femení es considerava ridícul. Tot això pot derivar d'una rigidesa general del rol de gènere per als homes; és a dir, a causa de la dinàmica de gènere predominant a tot el món, els homes sovint es troben amb discriminació quan es desvien de les normes de gènere masculí, especialment violacions de l'heteronormativitat. L'adopció per part d'un home de roba femenina sovint es considera una baixada en l'ordre social de gènere, mentre que l'adopció per part d'una dona del que tradicionalment és roba masculina (almenys al món de parla anglesa) té menys impacte perquè les dones han estat tradicionalment subordinades als homes, incapaces d'afectar un canvi seriós a través de l'estil de vestir. Així, quan un transformista masculí es posa la roba, es transforma en quasi femení i, per tant, es converteix en una encarnació de la dinàmica de gènere conflictiva. Seguint el treball de Judith Butler, el gènere avança a través d'actuacions ritualitzades, però en el transformisme masculí esdevé una "ruptura" performativa d'allò masculí i una "repetició subversiva" d'allò femení.
Els psicoanalistes d'avui dia no consideren el transformisme per si mateix com un problema psicològic, tret que interfereixi amb la vida d'una persona. "Per exemple", va dir el doctor Joseph Merlino, editor sènior de Freud at 150: 21st Century Essays on a Man of Genius, "[suposem que]... sóc un transformista i no ho vull mantenir limitat al meu cercle d'amics, o al meu cercle de partit, i vull portar-ho a la meva dona i no entenc per què no ho accepta, o ho porto al meu despatx i no entenc per què no ho accepten, llavors s'ha convertit en un problema perquè està interferint amb les meves relacions i l'entorn".

## Pantomima, televisió i comèdia britàniques

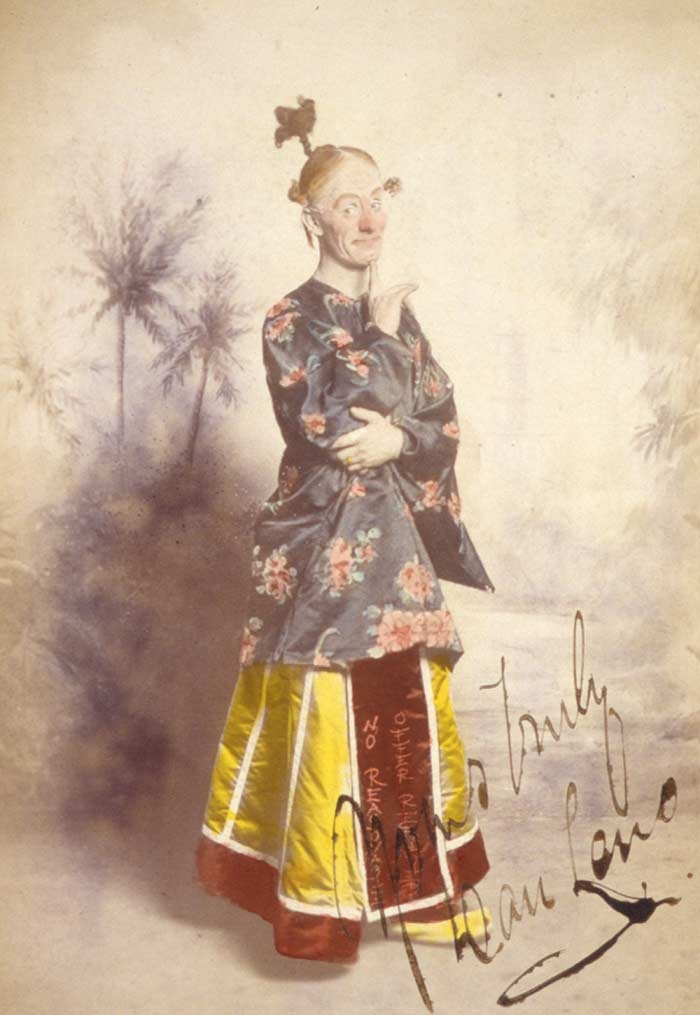
El còmic Dan Leno com a Widow Twankey a la pantomima Aladdin de 1896 al Theatre Royal, Drury Lane (Londres).

El transformisme és un trop popular tradicional de la comèdia britànica. La dama de pantomima a la pantomima britànica data del segle xix, que forma part de la tradició teatral dels personatges femenins representats per actors masculins disfressats. Widow Twankey (la mare d'Aladdin) és una popular pantomima: l'any 2004 Ian McKellen va interpretar el paper.
La companyia de comèdia Monty Python es va posar vestits femenins i maquillatge, interpretant papers femenins mentre parlava en falset. Els personatges còmics com Benny Hill i Dick Emery es basaven en diverses identitats femenines. Al llarg programa de dibuixos de la BBC The Dick Emery Show (emès entre 1963 i 1981), Emery va interpretar Mandy, una rossa tenyida amb pits grossos, la frase de la qual "Ooh, ets horrible... però m'agrades!" com a resposta a un comentari aparentment innocent fet pel seu entrevistador, però percebut per ella com un doble sentit obscur. La tradició popular del transformisme en la comèdia britànica es va estendre al vídeo musical de 1984 de "I Want to Break Free" de Queen, on la banda parodia diversos personatges femenins de la telenovel·la Coronation Street.

## Literatura i cinema
Les dones vestits d'homes, i menys sovint els homes vestits de dones, és un trop comú en la ficció i el folklore. Per exemple, en el mite nòrdic, Thor es va disfressar de Freia. Aquestes disfresses també eren populars a la ficció gòtica, com ara en obres de Charles Dickens, Alexandre Dumas i Eugène Sue, i en diverses obres de Shakespeare, com ara Nit de Reis. A El vent entre els salzes, Toad es vesteix de rentadora, i a El Senyor dels Anells, Éowyn pretén ser un home.
En la ciència-ficció, la fantasia i la literatura femenina, aquest tòpic literari es porta ocasionalment més enllà, amb la transformació literal d'un personatge de masculí a femení o viceversa. Orlando, de Virginia Woolf se centra en un home que es converteix en dona, igual que un guerrer a The Innkeeper's Song de Peter S. Beagle; mentre que a The Warrior Who Carried Life de Geoff Ryman, Cara es transforma màgicament en un home.
Altres exemples populars de disfressa de gènere inclouen Madame Doubtfire i la seva adaptació cinematogràfica Mrs. Doubtfire, amb Robin Williams disfressat de dona. De manera similar, la pel·lícula Tootsie presenta Dustin Hoffman disfressat de dona, mentre que a la pel·lícula Com triomfar a Wall Street hi ha Whoopi Goldberg disfressada d'home. En canvi, a la pel·lícula Víctor, Victòria Julie Andrews es fa passar per un home gai transformista per poder treballar en cabarets, i a Connie i Carla les dues amigues es fan passar per drag-queens per escapar de la màfia.

## Visions mèdiques
La 10a edició de la Classificació Estadística Internacional de Malalties i Problemes de Salut Relacionats enumera com a trastorns el transvestisme de doble funció (transformisme no sexual) i el fetitxisme travestista (transformisme per plaer sexual). Ambdós llistats van ser eliminats per a l'11a edició. El fetitxisme travestista és una parafília i un diagnòstic psiquiàtric a la versió DSM-5 del Diagnostic and Statistical Manual of Mental Disorders.